# Ștefan Werbőczy

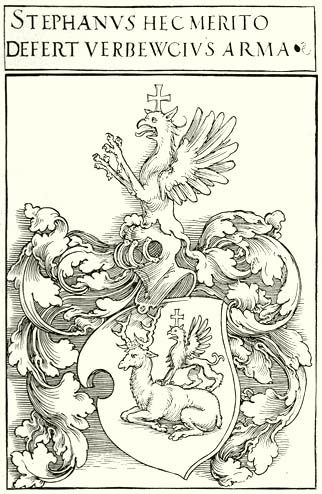
Blazonul lui István Werbőczy creat de Albrecht Dürer

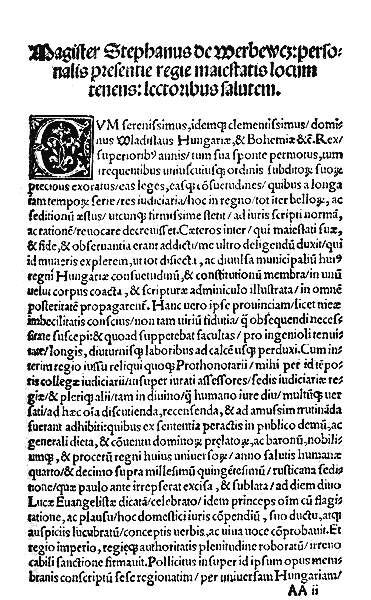
Facsimil al introducerii lui Werbőczy la prima ediție a Tripartitumului

Ștefan Werbőczy (în maghiară Werbőczy István) (n. 1458, ? - d. 13 octombrie 1541, Buda) a fost un jurist maghiar, prim-judecător regal, locotenent regal, mai târziu palatin al Ungariei. A fost autorul celebrului cod juridic civil și penal al Regatului Ungariei, cunoscut sub denumirea de Tripartitum (titlul original: Tripartitum opus iuris consuetudinarii inlycti Regni Hungariae partiumque adnexarium).
În 1517 este emis „Tripartitum-ul lui Ștefan Werboczi”, un cod de legi care apare imediat după Războiul țărănesc condus de Gheorghe Doja. Prin Tripartitum se definește denumirea de „popor”, care îi cuprinde doar pe nobili, și denumirea de „plebe”, atribuită celor care nu erau nobili, adică țărănimii, deci majorității românilor. Prin acest act, românii sunt excluși complet de la viața politică a Transilvaniei.
Prin urmare, o parte marginală a românilor s-a bucurat de autonomie pentru o perioadă limitată de timp. Autonomia românilor a fost treptat îngrădită, sfârșind prin suprimarea totală. Există informații certe că după 1437 românii au fost definitiv îndepărtați din viața politică a TransilvanieiFormat:Necesită sursă.
Singurele „autonomii” care s-au păstrat în Transilvania rămân cele ale secuilor și sașilor, mâna dreaptă a stăpânirii ungurești. Pe de altă parte, Voievodatul Transilvaniei în ansamblul său s-a bucurat de un grad de autonomie în cadrul Regatului Ungariei, pierdut treptat după 1848 și definitiv după 1867, când Transilvania a fost înglobată Ungariei, în cadrul monarhiei dualiste austro-ungare.